# 尼内特吉
尼内特吉（Nynetjer）是古埃及第二王朝的第三位法老。其名字的意思为“神所青睐的”。巴勒莫石碑以及一个从位于萨卡拉、可能是其陵墓的地下通道中发现的泥质封印的铭文中均提及了他的名字。现在已经发现了众多其统治时期留存下来的文物，因此人们认为他可能有一个相当长的统治期。
托比·威尔金森通过分析巴勒莫石碑和开罗一号残片，认为尼内特吉的统治期长达“40整年，或者略少于40年”。他进一步发现尼内特吉统治的第6到第20年被清楚的记载在了巴勒莫石碑上，而开罗一号残片则记载了这位法老统治期的最后一年。
巴勒莫石碑上所记载的最重要的事件有：
- X+2年：吾皇万岁，女神哈托尔之神庙建成；
- X+4年：吾皇万岁，举办了纪念孟菲斯牛神阿皮斯的庆典；
- X+8年：第一次举行Dua-Hor-pt节；毁灭了塞姆·拉和哈（北方之家）城或者村落；
- X+10年：吾皇万岁，第二次举办了纪念孟菲斯牛神阿皮斯的庆典。[3]